# 1. FC Slovácko
Az 1. FC Slovácko egy cseh labdarúgócsapat Uherské Hradištěben, jelenleg a cseh labdarúgó-bajnokság élvonalában szerepel.
Hazai mérkőzéseit a 8000 fő befogadására alkalmas Městský fotbalový stadionban játssza.

## Történelem
A klubot az FC Slovácká Slavia Uherské Hradiště és az FC Synot egyesüléseként 2000 júliusában alapították 1. FC Synot néven. Az 1. FC Slovácko nevet 2004 óta használják hivatalos elnevezésként. Eddigi legjobb eredményei  két második helyezés, amit a Cseh kupában ért el 2005-ben és 2009-ben.

## Csapatnevek
Az 1. FC Slovácko elnevezései az évek során a következőképp alakultak:
- 2000–2004: 1. FC Synot
- 2004–: 1. FC Slovácko

## Sikerei
- Cseh kupa:
  - 2. hely (2): 2005, 2009
- Cseh másodosztály:
  - 1. hely (2): 1994/95, 1999/2000

## Európai kupákban való szereplés

### UEFA Intertotó-kupa
| Szezon | Versenykiírás       | Forduló | Nemzet  | Ellenfél              | Eredmény (összesítve) |
| ------ | ------------------- | ------- | ------- | --------------------- | --------------------- |
| 2001   | UEFA Intertotó-kupa | 2.      | ROM     | Universitatea Craiova | 5:4 (3:2, 2:2)        |
|        |                     | 3.      | FRA     | Stade Rennais         | 4:7 (0:5, 4:2)        |
| 2002   | UEFA Intertotó-kupa | 1.      | Moldova | Konstruktorul         | 4:0 (0:0, 4:0)        |
|        |                     | 2.      | SWE     | Helsingborgs IF       | 4:2 (4:0, 0:2)        |
|        |                     | 3.      | FRA     | FC Sochaux            | 0:3 (0:3, 0:0)        |
| 2003   | UEFA Intertotó-kupa | 2.      | SRB     | OFK Beograd           | 4:3 (1:0, 3:3)        |
|        |                     | 3.      | GER     | VfL Wolfsburg         | 0:3 (0:1, 0:2)        |

## Keret
2012. január 6. szerint.
| #  |     | Poszt | Név               |
| -- | --- | ----- | ----------------- |
| 1  | CZE | K     | Milan Heča        |
| 2  | CZE | V     | Vlastimil Daníček |
| 3  | CZE | V     | Lukáš Kubáň       |
| 4  | CZE | V     | Tomáš Jeleček     |
| 5  | CZE | KP    | Michal Kordula    |
| 6  | CZE | KP    | Petr Reinberk     |
| 7  | CZE | CS    | Libor Došek       |
| 8  | CZE | KP    | Filip Hlúpik      |
| 9  | CZE | CS    | Jan Lukáš         |
| 10 | CZE | CS    | Václav Ondřejka   |
| 10 | MKD | CS    | Ilija Nestorovski |
| 11 | SVK | KP    | Miroslav Poliaček |
| 15 | CZE | KP    | Jiří Perůtka      |

| #  |     | Poszt | Név              |
| -- | --- | ----- | ---------------- |
| 16 | CZE | KP    | Lukáš Fujerik    |
| 17 | CZE | V     | Martin Kuncl     |
| 18 | CZE | KP    | David Pavelka    |
| 19 | CZE | V     | Radek Mezlík     |
| 21 | CZE | CS    | Milan Kerbr      |
| 22 | SVK | V     | Tomáš Košút      |
| 23 | CZE | KP    | Ladislav Volešák |
| 25 | CZE | KP    | Vít Valenta      |
| 26 | CZE | V     | Jan Trousil      |
| 29 | SVK | K     | Miroslav Filipko |
| 30 | BLR | K     | Ilja Matajiha    |
| —  | CZE | K     | Dušan Melichárek |

## Külső hivatkozások
- Hivatalos weboldal (csehül)